# Kazuo Okamatsu
Kazuo Okamatsu (岡松 和夫, Okamatsu Kazuo; 23 juin 1931 à Fukuoka, préfecture de Fukuoka - 21 janvier 2012) est un philologue et écrivain japonais.

## Biographie
Kazuo perd ses deux parents encore enfant, fréquente l'école secondaire de sa ville natale de Fukuoka, puis étudie à l'université de Tokyo, dont il sort diplômé du département de littérature française. En 1954, il reprend des études au Tōdai, cette fois de littérature japonaise. En 1955 il prend part à un concours national d'écriture pour étudiants avec un texte intitulé Yuri no kioku (百合の記憶) qu'il publie sous le pseudonyme Aoki Kazuo (青木和夫) dans la revue littéraire Bungei. En 1957, il épouse la nièce du traducteur Teiichi Hirai (1902-1976) et commence à travailler à l'école secondaire de Yokohama. En 1959, il est honoré pour Kabe du prix de littérature pour débutants de la revue Bungakukai.
En 1964, il participe en compagnie de Otohiko Kaga, Shūichi Sae, Meisei Gotō et Yūichi Takai au groupe littéraire Sai (犀) et à sa revue dirigée par Masaaki Tachihara. Deux ans plus tard, il accepte un poste de professeur à temps partiel de littérature japonaise à l'université pour femmes de Kantō. En 1968, il est promu professeur assistant et en 1973, professeur titulaire. Après qu'Okamatsu a été vainement en lice à trois reprises dans les années 1970 pour le prix Akutagawa, il finit par l'obtenir en 1976 pour Shikinoshima.
Il passe les années 1980 à São Paulo comme chercheur. Il travaille en tant que philologue, en particulier sur l’œuvre du poète et maître zen Ikkyū Sōjun. En 1986, il est lauréat de plusieurs autres prix littéraires dont le prix Jirō Nitta (新田次郎文学賞) pour Ikyō no uta (異郷の歌), et le prix Shōhei-Kiyama en 1998 pour Tōge no sumika (峠の棲家). Okamatsu est membre du PEN club japonais.
En Janvier 2012, Okamatsu meurt d'une pneumonie à l'âge de 80 ans.

## Titres (sélection)
- 1976 Kumano (熊野)
- 1976 Shikinoshima (志賀島)
- 1987 Kuchibeni (口紅)
- 1991 Ikkyū densetsu (一休伝説)

## Source de la traduction
- (de) Cet article est partiellement ou en totalité issu de l’article de Wikipédia en allemand intitulé « Kazuo Okamatsu » (voir la liste des auteurs).